# П'єр Вальдо
П'є́р Вальдо́ (фр. Pierre Valdo, 1140, Ліон — 1217) — середньовічний французький купець родом з Ліона, основоположник релігійного вчення вальденсів.
Згідно з переказами, він був багатим купцем в Ліоні до 1160 року, коли він перетворився на радикального християнина, віддав свою нерухомість дружині, а залишки грошей — жебручим.
Почав проповідувати і навчати на вулицях своїм ідеям простоти і бідності: «Жодна людина не повинна служити двом панам: Богу й мамоні». Його прихильників стали називати «ліонськими бідняками», а згодом «вальденсами» від ім'я засновника.
Вальденси досі існують в П'ємонті. У 1970-х рр. Італійська Вальденсіанська церква з'єдналася з методистами, сформувавши «італ. Chiesa Evangelica Valdese» (Вальденсіанська церква), що входить у Всесвітню раду церков.